# Belmont-sur-Lausanne
Belmont-sur-Lausanne je obec v západní (frankofonní) části Švýcarska, v kantonu Vaud, v okrese Lavaux-Oron. Žije zde přibližně 3 700 obyvatel.

## Geografie
Belmont-sur-Lausanne leží v nadmořské výšce 610 m, vzdušnou čarou 3,5 km východně od hlavního města kantonu, Lausanne. Obec se rozkládá na strmém jižním svahu náhorní plošiny Jorat, východně od údolí řeky Paudèze, v panoramatické poloze asi 230 výškových metrů nad hladinou Ženevského jezera.
Území obce o rozloze 2,6 km² se rozkládá na malé části jižního svahu Joratu na úplném západě oblasti Lavaux. Západní a severozápadní hranici tvoří zalesněné údolí Paudèze, které je zaříznuté do svahu, zatímco jižní hranice vede podél jeho levého přítoku Le Flonzel. Území obce zasahuje na severovýchodě až k náhorní plošině severně od Ženevského jezera, kde Belmont-sur-Lausanne dosahuje svého nejvyššího bodu 816 m n. m. Na severovýchodě se rozprostírá náhorní plošina, na níž se nachází i obec Belmont-sur-Lausanne. V roce 1997 bylo 31 % rozlohy obce pokryto zastavěnou plochou, 30 % lesy a lesními porosty, 38 % zemědělstvím a o něco méně než 1 % neproduktivní půdou.
Belmont-sur-Lausanne zahrnuje rozsáhlé nové obytné čtvrti, vesničku Le Signal de Belmont (770 m n. m.) nad obcí a několik samostatných farem. Sousedními obcemi Belmont-sur-Lausanne jsou Pully, Savigny, Lutry a Paudex.

## Historie

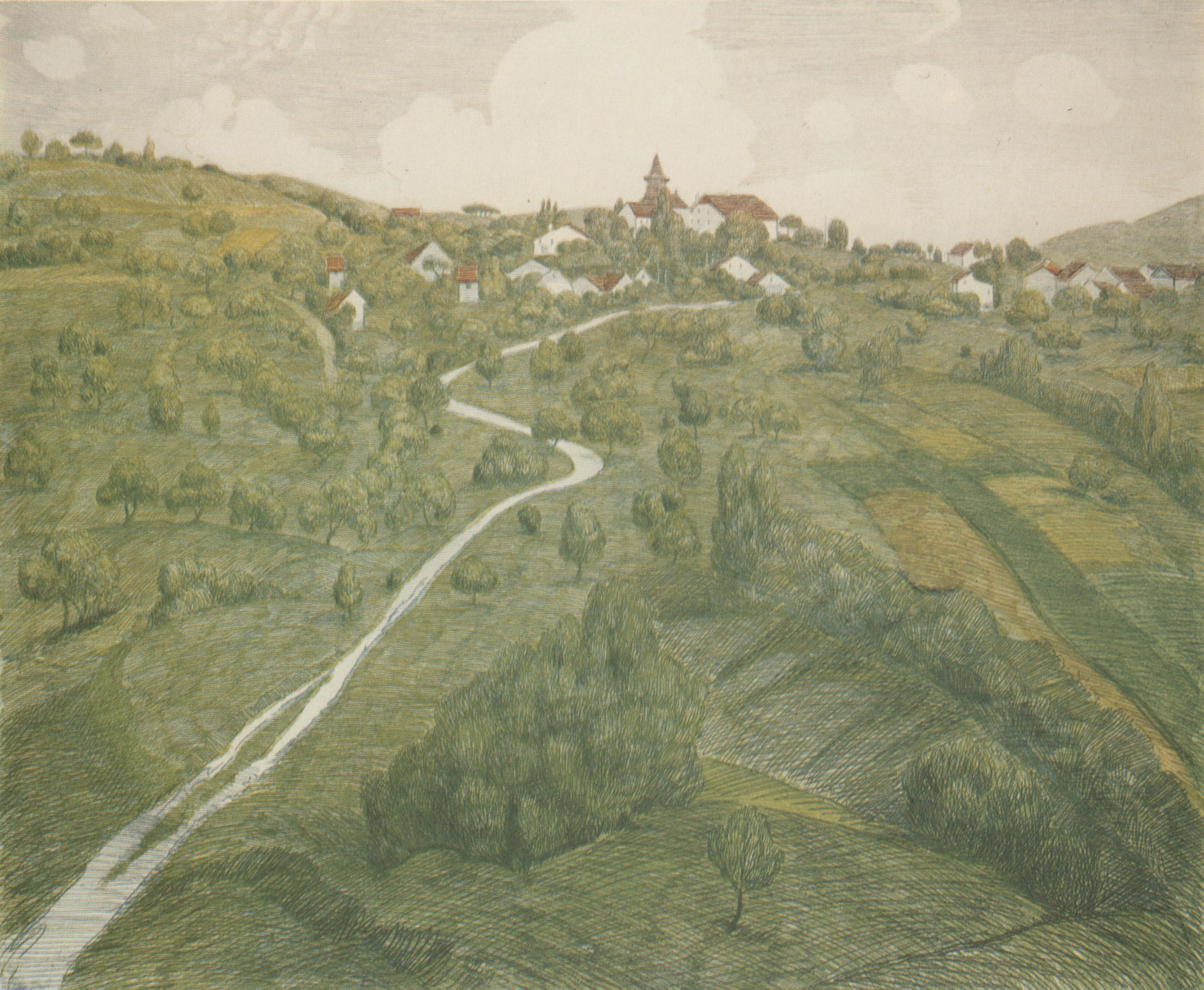
Vyobrazení z roku 1919

První písemná zmínka o obci pochází z roku 1160 a nese název Bellomon. Název Belmunt a latinský tvar apud bellum Montem („u krásné hory“) se objevuje v roce 1228. Ve středověku patřil Belmont-sur-Lausanne pod jurisdikci katedrální kapituly v Lausanne, ale právo vybírat desátky a úroky měl v obci také benediktinský klášter v Lutry. Po dobytí Vaudu Bernem v roce 1536 přešel Belmont-sur-Lausanne pod správu panství Lausanne. Po pádu Staré konfederace patřila obec v letech 1798–1803 v období Helvétské republiky ke kantonu Léman, který byl poté po vstupu v platnost Ústavy o zprostředkování sloučen s kantonem Vaud. V roce 1798 byla přiřazena k okresu Lausanne.

## Obyvatelstvo
| Rok            | 1850 | 1900 | 1910 | 1930 | 1950 | 1960 | 1970 | 1980 | 1990 | 2000 |
| Počet obyvatel | 455  | 491  | 482  | 374  | 405  | 529  | 873  | 1415 | 2077 | 2358 |

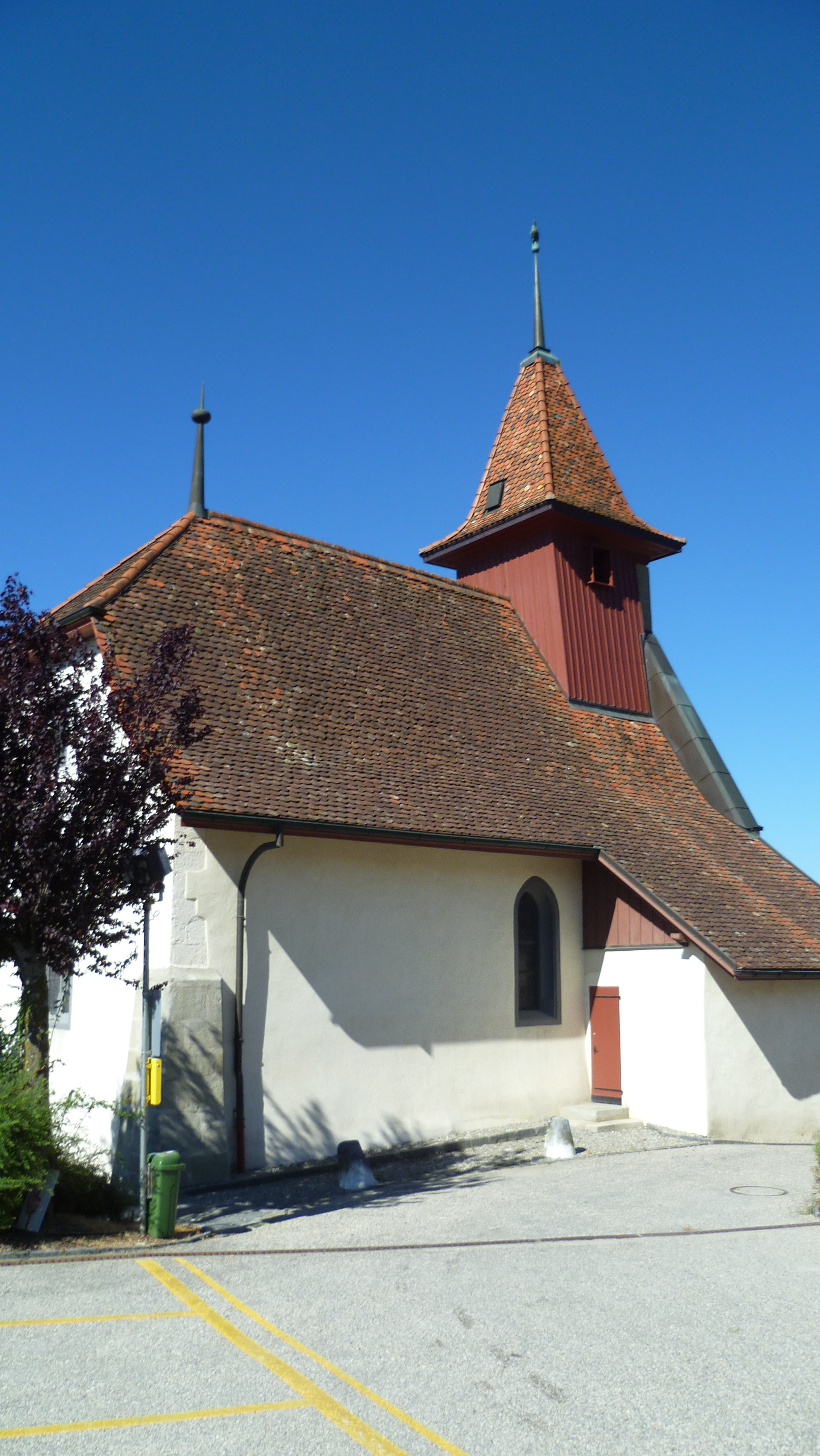
Kostel

Z celkového počtu obyvatel je 87,3 % francouzsky mluvících, 5,9 % německy mluvících a 1,6 % anglicky mluvících (stav v roce 2000). V roce 1850 žilo v Belmont-sur-Lausanne celkem 455 obyvatel a v roce 1900 491 obyvatel. Od roku 1950 (405 obyvatel) byl zaznamenán rychlý nárůst počtu obyvatel, kdy se během 50 let počet obyvatel zvýšil sedmkrát.

## Hospodářství
Až do poloviny 20. století byla obec Belmont-sur-Lausanne převážně zemědělskou obcí. Dnes hraje zemědělství ve struktuře zaměstnanosti obyvatelstva jen malou roli. Na svahu pod obcí se nachází malá vinařská oblast.
V údolí Paudèze byla v 17. století objevena ložiska uhlí. Černé a hnědé uhlí se těžilo a pálilo v letech 1771–1796, ve druhé polovině 19. století a během obou světových válek. Další pracovní místa jsou k dispozici v drobných podnicích a ve službách (informační technologie, prodejny nábytku a tiskárna). V Belmont-sur-Lausanne sídlí od roku 1964 umělecká nadace Hanse a Jorama Deutschových a v roce 1989 zde bylo otevřeno muzeum Fondation Deutsch.
V posledních desetiletích se obec díky své atraktivní poloze rozvinula v rezidenční obec. Mnoho zaměstnanců proto dojíždí za prací převážně do Lausanne.

## Doprava
Obec má dobré dopravní spojení, hlavní příjezdová cesta vede z Lutry. Dálniční křižovatka Belmont na dálnici A9 (Lausanne–Sion), která byla otevřena v roce 1974, se nachází asi 1 km od obce. Odbočka na Belmont je podříznuta tunelu dlouhému asi 300 metrů. Belmont-sur-Lausanne je napojen na síť veřejné dopravy autobusovými linkami čísel 47 (Pully–Belmont) a 66 (Lausanne–Grandvaux) společnosti Transports publics de la région lausannoise.